# 13구역
13구역(District 13)은 2004년 제작된 피에르 모렐 감독하고, 뤼크 베송이 제작자로 나선 영화이다. 프랑스에서는 2004년 11월 10일, 대한민국에 2006년 개봉하였다. 뤼크 베송과 비비 나세리(Bibi Naceri)가 각본을 맡았다. 비비 나세리는 13구역을 꽉 쥐고 있는 조직의 두목인 타하 역으로도 출연하였다.
가상의 2010년 프랑스 파리를 배경으로 하고있다. 탈취된 핵미사일의 해체를 위해 파리 교외의 게토 지역인 13구역에 경찰인 다미엔 토마소(시릴 라파엘리)가 잠입한다. 다미엔이 타하에게 동생 롤라(대니 베리시모)가 붙잡힌 상태인 레이토(다비드 벨)와 협력하여 작전을 수행하는 내용을 그리고 있다.

## 출연

### 주연
- 시릴 라파엘리
- 데이비드 벨
- 비비 나세리
- 대니 베리시모

### 조연
- 토니 다마리오
- 프랑소와 샤롯
- 니콜라스 워이리옹

## 기타
- 미술: 허그즈 티산디어
- 의상: 마르틴 라핀